# Акула-молот звичайна
Акула-молот звичайна (Sphyrna zygaena) — вид риб-молотів (Sphyrna), родини Sphyrnidae. Морська океанодромна пелагічна риба. Сягає довжини 5 м і ваги до 400 кг.

## Ареал
Зустрічається у Атлантиці на заході від Канади до Віргінських островів, також від Бразилії до Аргентини; на сході від Британії до Кот-д'Івуар, Середземне море включно. Також відзначався в Чорному морі біля берегів Румунії. У Індійському океані від Південної Африки до Шрі-Ланки. У Пацифіці від Сибіру до В'єтнаму, на півдні Австралії, біля Нової Зеландії і Гавайських островів. У східній Пацифіці від північної Каліфорнії до Чилі.